# Witaj, Franklin
Witaj, Franklin (ang. Franklin, 1999–2006) – kanadyjsko-francusko-amerykański animowany serial dla dzieci.
Przygody Franklina w wersji książkowej ukazują się w Polsce nakładem bielskiego wydawnictwa Debit. Kreskówka nadawana była na antenie kanału dla dzieci MiniMini. Dawniej można było je zobaczyć też w TVP1 w latach 2001–2005 i TVP3 w latach 2000–2003. Obecnie program jest emitowany na kanale Top Kids.

## Fabuła
Serial opowiada o małym żółwiu Franklinie, który przeżywa przygody ze swoimi przyjaciółmi: Misiem (najlepszy przyjaciel), Ślimakiem, Wydrą, Gąską, Lisem, Skunksem, Królikiem i Bobrem. Postać żółwia Franklina stworzyła kanadyjska pisarka Paulette Bourgeois. Spod jej pióra wyszło ponad ćwierć setki książeczek o Franklinie, ilustrowanych przez Brendę Clark. Franklin ma w późniejszych odcinkach siostrzyczkę: Harriet, nazywaną najczęściej żółwinką.

## Obsada
- Noah Reid –
  - Franklin (sezony I-V),
  - młody tata Franklina
- Cole Caplan –
  - Franklin (sezon VI),
  - Wiewiórka (sezony I-V)
- Judy Marshak – Narrator (sezon I)
- Shirley Douglas – Narrator (sezon II-IV)
- Janet-Laine Green – Narrator (sezon V-VI)
- Cody Jones – Miś (sezon I)
- Luca Perlman – Miś (sezony II-VI)
- Leah Cudmore – Bóbr
- Kristen Bone –
  - Ślimak,
  - Becia
- Olivia Garratt – Gąska (sezony I-V)
- Vivien Endicott-Douglas – Gąska (sezon VI)
- Gil Filar – Lis (sezony I-III)
- Ali Mukaddam – Lis (sezony IV-V)
- Scott Beaudin – Lis (sezony VI)
- Kyle Fairlie – Królik (sezony I-V)
- Mitchell Eisner – Królik (sezon VI)
- Elizabeth Brown – mama Franklina
- Richard Newman – tata Franklina
- Bryn McAuley – Żółwinka
- Corinne Conley – babcia Franklina
- James Rankin – pani Sowa
- Marieve Herington – Wydra
- Annick Obonsawin – Skunks
- Ruby Smith-Merovitz – Borsuk (sezony I-V)
- Melinda Chrysalis – Borsuk (sezon VI)
- Susan Roman – Becia
- Mari Trainor –
  - mama Misia,
  - różne role,
- Donald Burda – tata Misia
- William Colgate – pan Kret
- Marcia Bennett – pani Piżmak
- Chris Wiggins – pan Świstak
- Tyrone Savage – Jacek

## Wersja polska
Wersja polska:
- Telewizyjne Studia Dźwięku (sezony I-V)
- Start International Polska (sezon VI)

Reżyseria:
- Andrzej Bogusz (sezony I-V)
- Artur Kaczmarski (sezon VI)

Tłumaczenie:
- Elżbieta Jaworska (odc. 1-26),
- Mirosław Michalczak (odc. 27-65)

Dialogi: Katarzyna Precigs

Dźwięk:
- Jakub Milencki (sezony I-V)
- Janusz Tokarzewski (sezon VI)

Asystent realizatora dźwięku: Piotr Stawski (odc. 27-52)

Montaż: 
- Zofia Dmoch (sezony I-V),
- Janusz Tokarzewski (sezon VI)

Kierownik produkcji:
- Monika Wojtysiak (odc. 1-26, 30, 32-45, 53-65),
- Ala Siejko (odc. 27-29, 31, 46-52),
- Dorota Nyczek (odc. 66-78)

Teksty piosenek: Krzysztof Rześniowiecki

Opracowanie muzyczne: Eugeniusz Majchrzak

Wystąpili:
- Agnieszka Kunikowska –
  - Franklin,
  - młody tata Franklina (odc. 44a)
- Aleksandra Koncewicz – Narrator
- Artur Kaczmarski – Miś
- Józef Mika – Bóbr
- Jolanta Wilk –
  - Ślimak,
  - pani Fisher (sezon VI),
  - pani Gąska (sezon VI)
- Krystyna Kozanecka – Gąska (sezony I-V)
- Anna Apostolakis –
  - Gąska (sezon VI)
  - Opos,
  - mama Misia,
  - Becia,
  - pani Skunks
- Krzysztof Strużycki – Lis
- Jacek Kopczyński – Królik
- Joanna Orzeszkowska – mama Franklina
- Rafał Żabiński – tata Franklina
- Beata Wyrąbkiewicz – Żółwinka
- Elżbieta Kijowska –
  - pani Sowa (niektóre odcinki),
  - babcia Franklina (sezon VI)
- Zofia Gładyszewska – pani Sowa (niektóre odcinki)
- Cynthia Kaszyńska – Wydra
- Tomasz Bednarek – Skunks
- Elżbieta Bednarek –
  - Borsuk,
  - Gizela,
  - Babcia Gąska,
  - Wiewiórka,
  - babcia Gronostaj
- Jacek Jarosz – tata Misia
- Paweł Szczesny –
  - Pan Kret (sezon VI),
  - Bill Bizon (odc. 67a),
  - Pan Gęś,
  - Świstak,
  - Ryś,
  - trener,
  - Wilk
- Aleksandra Kisielewska – pani Piżmak (niektóre odcinki)
- Dorota Kawęcka – pani Piżmak (niektóre odcinki)
- Janusz Bukowski – pan Świstak (sezony I-V)
- Cezary Kwieciński – Jacek
- Hanna Kinder-Kiss –
  - Jeżozwierz,
  - Jeden z braci krabów (odc. 51b)
- Jarosław Boberek –
  - tata Lisa,
  - Szop (sezon VI),
  - pan Świstak (sezony VI),
  - młody Skunks,
  - pan Kojot
- Andrzej Bogusz – dziadek Gąska
- Jacek Rozenek – Kojot (odc. 57b)
- Leszek Abrahamowicz
- Mirosław Jękot
- Ryszard Nawrocki
- Ewa Wawrzoń
- Marcin Przybylski
- Stefan Knothe
- Krystyna Królówna
- Piotr Bajor
- Jacek Dzisiewicz
- Irena Malarczyk
- Brygida Turowska
- Grzegorz Wons

i inni
Piosenkę tytułową śpiewała: Danuta Stankiewicz

Lektor:
- Andrzej Bogusz (odc. 1, 3-9, 12b, 15-65),
- Artur Kaczmarski (odc. 2, 9a, 10-14, 66-78)

## Spis odcinków
| Nr                | Polski tytuł                                   | Angielski tytuł                       |
| ----------------- | ---------------------------------------------- | ------------------------------------- |
|                   |                                                |                                       |
| SERIA PIERWSZA    |                                                |                                       |
|                   |                                                |                                       |
| 01                | Franklin gra w piłkę                           | Franklin Plays the Game               |
| 01                | Franklin chce mieć zwierzątko                  | Franklin Wants A Pet                  |
|                   |                                                |                                       |
| 02                | Pospiesz się Franklinie                        | Hurry Up, Franklin                    |
| 02                | Franklin nie ma humoru                         | Franklin’s Bad Day                    |
|                   |                                                |                                       |
| 03                | Franklin idzie do szkoły                       | Franklin Goes to School               |
| 03                | Franklin się zgubił                            | Franklin Is Lost                      |
|                   |                                                |                                       |
| 04                | Franklin śpi w namiocie                        | Franklin Has a Sleepover              |
| 04                | Franklin i Święto Duchów                       | Franklin’s Halloween                  |
|                   |                                                |                                       |
| 05                | Franklin uczy się jeździć na rowerze           | Franklin Rides a Bike                 |
| 05                | Franklin bałaganiarz                           | Franklin Is Messy                     |
|                   |                                                |                                       |
| 06                | Franklin kłamczuszek                           | Franklin Fibs                         |
| 06                | Kocyk Franklina                                | Franklin’s Blanket                    |
|                   |                                                |                                       |
| 07                | Franklin się rządzi                            | Franklin is Bossy                     |
| 07                | Kryjówka Franklina                             | Franklin’s Fort                       |
|                   |                                                |                                       |
| 08                | Franklin szczęśliwym znalazcą                  | Finders Keepers for Franklin          |
| 08                | Nowy przyjaciel Franklina                      | Franklin’s New Friend                 |
|                   |                                                |                                       |
| 09                | Franklin gra w szkolnym przedstawieniu         | Franklin’s School Play                |
| 09                | Franklin i tajny klub                          | Franklin and the Secret Club          |
|                   |                                                |                                       |
| 10                | Franklin i czerwona hulajnoga                  | Franklin and the Red Scooter          |
| 10                | Franklin boi się ciemności                     | Franklin in the Dark                  |
|                   |                                                |                                       |
| 11                | Franklin i dobra wróżka                        | Franklin and the Tooth Fairy          |
| 11                | Franklin przyznaje się do winy                 | Franklin Takes the Blame              |
|                   |                                                |                                       |
| 12                | Gwiazdkowy prezent                             | Franklin’s Christmas Gift             |
| 12                | Babcia Franklina                               | Franklin’s Granny                     |
|                   |                                                |                                       |
| 13                | Franklin i dzidziuś                            | Franklin and the Baby                 |
| 13                | Franklin jedzie na biwak                       | Franklin Goes to Day Camp             |
|                   |                                                |                                       |
| SERIA DRUGA       |                                                |                                       |
|                   |                                                |                                       |
| 14                | Gość Franklina                                 | Franklin’s Visitor                    |
| 14                | Franklin udaje, że ma złamaną rękę             | Franklin Not-So-Broken Bone           |
|                   |                                                |                                       |
| 15                | Prezent od Franklina                           | Franklin’s Gift                       |
| 15                | Franklin chce szybko dorosnąć                  | Franklin Growing Up Fast              |
|                   |                                                |                                       |
| 16                | Franklin wywiadowca                            | Franklin the Spy                      |
| 16                | Książka z biblioteki                           | Franklin’s Library Book               |
|                   |                                                |                                       |
| 17                | Latawiec Franklina                             | Franklin’s Kite                       |
| 17                | Franklin i niania                              | Franklin and the Babysitter           |
|                   |                                                |                                       |
| 18                | Franklin i rozbity globus                      | Franklin and the Broken Globe         |
| 18                | Franklin i Walentynki                          | Franklin’s Valentines                 |
|                   |                                                |                                       |
| 19                | Rodzinna pamiątka                              | Franklin’s Family Treasure            |
| 19                | Franklin uczy się grać                         | Franklin’s Music Lessons              |
|                   |                                                |                                       |
| 20                | Franklin jedzie na wakacje                     | Franklin Takes a Trip                 |
| 20                | Kask rowerowy Franklina                        | Franklin’s Bicycle Helmet             |
|                   |                                                |                                       |
| 21                | Przyjęcie urodzinowe Franklina                 | Franklin’s Birthday Party             |
| 21                | Przezwiska przyjaciół Franklina                | Franklin’s Nickname                   |
|                   |                                                |                                       |
| 22                | Wydra z wizytą u Franklina                     | Franklin and Otter’s Visit            |
| 22                | Kolekcja Franklina                             | Franklin’s Collection                 |
|                   |                                                |                                       |
| 23                | Franklin przeprasza                            | Franklin Says Sorry                   |
| 23                | Franklin i pożar                               | Franklin and the Fire                 |
|                   |                                                |                                       |
| 24                | Ogródek Franklina                              | Franklin’s Garden                     |
| 24                | Franklin ucieka z domu                         | Franklin Runs Away                    |
|                   |                                                |                                       |
| 25                | Franklin i deszczowy dzień                     | Franklin’s Gloomy Day                 |
| 25                | Franklinie, która godzina?                     | Franklin Tells Time                   |
|                   |                                                |                                       |
| 26                | Test z angielskiego                            | Franklin’s Test                       |
| 26                | Franklin i Kaczuszka                           | Franklin and the Duckling             |
|                   |                                                |                                       |
| SERIA TRZECIA     |                                                |                                       |
|                   |                                                |                                       |
| 27                | Nowy kolega Franklina                          | Franklin and His Night Friend         |
| 27                | Franklin i dwa chomiki                         | Franklin and the Two Henrys           |
|                   |                                                |                                       |
| 28                | Franklin na wycieczce                          | Franklin’s Nature Hike                |
| 28                | Ważna rola Franklina                           | Franklin’s Starring Role              |
|                   |                                                |                                       |
| 29                | Arcydzieło Franklina                           | Franklin’s Masterpiece                |
| 29                | Franklin i komputer                            | Franklin and the Computer             |
|                   |                                                |                                       |
| 30                | Franklin i wojownik                            | Franklin the Trooper                  |
| 30                | Skamielina Franklina                           | Franklin’s Fossil                     |
|                   |                                                |                                       |
| 31                | Franklin i wróżby                              | Franklin and the Fortune Teller       |
| 31                | Franklin i piwnice                             | Franklin’s Cellar                     |
|                   |                                                |                                       |
| 32                | Franklin sadzi drzewo                          | Franklin Plants a Tree                |
| 32                | Franklin jest bohaterem                        | Franklin the Hero                     |
|                   |                                                |                                       |
| 33                | Franklin zrobi to później                      | Franklin’s Day Off                    |
| 33                | Franklin piecze ciasteczka                     | Franklin’s Homemade Cookies           |
|                   |                                                |                                       |
| 34                | Czarodziej Franklin                            | Franklin the Fabulous                 |
| 34                | Franklin na Biwaku                             | Franklin Camps Out                    |
|                   |                                                |                                       |
| 35                | Franklin i szczeniak                           | Franklin and the Puppy                |
| 35                | Franklin i autobus                             | Franklin Takes The Bus                |
|                   |                                                |                                       |
| 36                | Franklin i naśladowca                          | Franklin and the Copycat              |
| 36                | Starszy brat Franklin                          | Big Brother Franklin                  |
|                   |                                                |                                       |
| 37                | Franklin i zrzęda                              | Franklin and the Grump                |
| 37                | Obietnica Franklina                            | Franklin’s Promise                    |
|                   |                                                |                                       |
| 38                | Franklin i burza                               | Franklin and the Thunderstorm         |
| 38                | Franklin robi klonowy syrop                    | Franklin’s Maple Syrup                |
|                   |                                                |                                       |
| 39                | Franklin pomaga                                | Franklin Helps Out                    |
| 39                | Batoniki Franklina zniknęły                    | Franklin’s Missing Snacks             |
|                   |                                                |                                       |
| SERIA CZWARTA     |                                                |                                       |
|                   |                                                |                                       |
| 40                | Dobre uczynki Franklina                        | Franklin’s Good Deeds                 |
| 40                | Podwodna łódź Franklina                        | Franklin’s Submarine                  |
|                   |                                                |                                       |
| 41                | Franklin Złota Rączka                          | Mr. Fix-It Franklin                   |
| 41                | Franklin ma czkawkę                            | Franklin Has the Hiccups              |
|                   |                                                |                                       |
| 42                | Franklin roznosi gazety                        | Franklin Delivers                     |
| 42                | Kłopoty ze skorupką                            | Franklin’s Shell Trouble              |
|                   |                                                |                                       |
| 43                | Żaglówka Franklina                             | Franklin’s Sailboat                   |
| 43                | Franklin jest ciekawy                          | Franklin Snoops                       |
|                   |                                                |                                       |
| 44                | Tata Franklina                                 | Franklin’s Father                     |
| 44                | Franklin gra w hokeja                          | Franklin Plays Hockey                 |
|                   |                                                |                                       |
| 45                | Franklin i teatrzyk kukiełkowy                 | Franklin and the Puppet Play          |
| 45                | Stoper Franklina                               | Franklin’s Stopwatch                  |
|                   |                                                |                                       |
| 46                | Franklin spotyka Gronostaja                    | Franklin Meets Ermine                 |
| 46                | Franklin robi dowcipy                          | Franklin’s Funny Business             |
|                   |                                                |                                       |
| 47                | Franklin i Sapcio                              | Franklin and Sam                      |
| 47                | Malinowa polanka                               | Franklin’s Berry Patch                |
|                   |                                                |                                       |
| 48                | Rywal Franklina                                | Franklin’s Rival                      |
| 48                | Franklin i kolekcjonerzy                       | Franklin and the Trading Cards        |
|                   |                                                |                                       |
| 49                | Robot Franklina                                | Franklin’s Robot                      |
| 49                | Detektyw Franklin                              | Franklin the Detective                |
|                   |                                                |                                       |
| 50                | Nieustraszony Franklin                         | Franklin the Fearless                 |
| 50                | Talizman dla misia                             | Franklin’s Lucky Charm                |
|                   |                                                |                                       |
| 51                | Franklin nad morzem                            | Franklin at the Seashore              |
| 51                | Marzenia ślimaka                               | Franklin & Snail’s Dream              |
|                   |                                                |                                       |
| 52                | Młodsza siostra                                | My Franklin                           |
| 52                | Mama Franklina                                 | Franklin’s Mom                        |
|                   |                                                |                                       |
| SERIA PIĄTA       |                                                |                                       |
|                   |                                                |                                       |
| 53                | Franklin czuwa przez całą noc                  | Franklin Stays Up                     |
| 53                | Franklin zawiera umowę                         | Franklin’s Bargain                    |
|                   |                                                |                                       |
| 54                | Franklin pilnuje porządku w szkolnym autobusie | Franklin and the Bus Patrol           |
| 54                | Franklin i rosomak                             | Franklin and Wolvie                   |
|                   |                                                |                                       |
| 55                | Franklin i dynia                               | Franklin’s Pumpkin                    |
| 55                | Orkiestra Franklina                            | Franklin’s Jug Band                   |
|                   |                                                |                                       |
| 56                | Wielki mecz Franklina                          | Franklin’s Big Game                   |
| 56                | Franklin i klub książki                        | Franklin’s Reading Club               |
|                   |                                                |                                       |
| 57                | Franklin w dwóch miejscach                     | Franklin in Two Places                |
| 57                | Franklin i gwiazda sportu                      | Franklin’s First Star                 |
|                   |                                                |                                       |
| 58                | Zagubiona książka                              | Franklin Loses a Book                 |
| 58                | Dziewczyna Franklina                           | Franklin and Betty                    |
|                   |                                                |                                       |
| 59                | Franklin nauczycielem                          | Franklin the Teacher                  |
| 59                | Uczulenie Franklina                            | Franklin’s Allergy                    |
|                   |                                                |                                       |
| 60                | Kosmiczny pojazd Franklina                     | Franklin’s Float                      |
| 60                | Przyjęcie pożegnalne                           | Franklin’s Party Plans                |
|                   |                                                |                                       |
| 61                | Zwycięstwo Franklina                           | Gee Whiz Franklin                     |
| 61                | Niecierpliwy Franklin                          | Franklin Can’t Wait                   |
|                   |                                                |                                       |
| 62                | Święto Wiosny                                  | Franklin’s Spring First               |
| 62                | Franklin gra w golfa                           | Franklin Plays Golf                   |
|                   |                                                |                                       |
| 63                | Wyprawa kajakowa Franklina                     | Franklin’s Canoe Trip                 |
| 63                | Franklin przeprowadza wywiad                   | Franklin’s Interview                  |
|                   |                                                |                                       |
| 64                | Kryształ Franklina                             | Franklin’s Crystal                    |
| 64                | Rada Franklina                                 | Franklin’s Advice                     |
|                   |                                                |                                       |
| 65                | Sprawa ciasteczek                              | Franklin’s Cookie Question            |
| 65                | Piknik Franklina                               | Franklin’s Picnic                     |
|                   |                                                |                                       |
| SERIA SZÓSTA      |                                                |                                       |
|                   |                                                |                                       |
| 66                | Franklin i wysypka                             | Franklin Itching to Skateboard        |
| 66                | Franklin uczy się wybaczać                     | Franklin Forgives                     |
|                   |                                                |                                       |
| 67                | Franklin wielbiciel hokeja                     | Hockey Fan Franklin                   |
| 67                | Nadopiekuńczy Franklin                         | Mother Hen Franklin                   |
|                   |                                                |                                       |
| 68                | Odznaka Franklina                              | Franklin’s Badge                      |
| 68                | Franklin patrzy w gwiazdy                      | Franklin Stargazes                    |
|                   |                                                |                                       |
| 69                | Wodne przyjęcie Franklina                      | Franklin’s Swimming Party             |
| 69                | Franklin i wpadka na boisku                    | Franklin’s Soccer Field Folly         |
|                   |                                                |                                       |
| 70                | Franklin przepowiada pogodę                    | Franklin the Weather Turtle           |
| 70                | Lekcje tańca Franklina                         | Franklin’s Dance Lessons              |
|                   |                                                |                                       |
| 71                | Franklin dowodzi                               | Franklin in Charge                    |
| 71                | Franklin i Ufo                                 | Franklin’s UFO                        |
|                   |                                                |                                       |
| 72                | Franklin migruje                               | Franklin Migrates                     |
| 72                | Franklin fotograf                              | Franklin the Photographer             |
|                   |                                                |                                       |
| 73                | Słowo Franklina                                | Franklin’s Word                       |
| 73                | Franklin i upiór ze stawu                      | Franklin’s Pond Phantom               |
|                   |                                                |                                       |
| 74                | Franklin trenerem                              | Franklin the Coach                    |
| 74                | Franklin dmucha na zimne                       | Franklin Plays it Safe                |
|                   |                                                |                                       |
| 75                | Ulubiona karta Franklina                       | Franklin’s Favorite Card              |
| 75                | Ekspedycja Franklina                           | Franklin’s Expedition                 |
|                   |                                                |                                       |
| 76                | Franklin i maraton rowerowy                    | Franklin’s Bike-A-Thon                |
| 76                | Franklin i cukierkowy przekręt                 | Franklin’s Candy Caper                |
|                   |                                                |                                       |
| 77                | Franklin i wyścig Go-Cart                      | Franklin’s Go-Cart Race               |
| 77                | Giermek Sir Franklina                          | Sir Franklin’s Squire                 |
|                   |                                                |                                       |
| 78                | Franklin i flaga                               | Franklin Sees the Big Picture         |
| 78                | Franklin i łyżwiarstwo figurowe                | Franklin Figure Skates                |
|                   |                                                |                                       |
| ODCINKI SPECJALNE |                                                |                                       |
|                   |                                                |                                       |
| S1                | Franklin i zielony rycerz                      | Franklin and the Green Knight         |
|                   |                                                |                                       |
| S2                | Czarodziejskie święta Franklina                | Franklin’s Magic Christmas            |
|                   |                                                |                                       |
| S3                | Wakacje, wakacje i po wakacjach Franklinie     | Back to School With Franklin          |
|                   |                                                |                                       |
| FILMY             |                                                |                                       |
|                   |                                                |                                       |
| F1                | Franklin i skarb jeziora                       | Franklin and the Turtle Lake Treasure |
|                   |                                                |                                       |